# Fylkisvöllur
Fylkisvöllur is een sportstadion in de IJslandse stad Reykjavik. Het wordt meestal gebruikt voor voetbalwedstrijden en is de thuishaven van Fylkir Reykjavík. Het stadion heeft een totale capaciteit van ongeveer 4.000 plaatsen.